# Густав Перчец
Густав Перчец (на хърватски: Gustav Perčec) е хърватски революционер, деец на крайно дясното националистическо движение Усташа.

## Биография
Перчец е роден в 1885 година във Валпово, Австро-Унгария. Той има имоти покрай Драва при Фердинандовац. Преди въвеждането на Шестоянуарската диктатура в Югославия, Перчец се занимава с риболов по Драва. Тъй като има имоти и в Унгария, често контактува с унгарците. Присъединява се към Усташа. До 1929 година той редактира вестник „Хърват“.
На 1 декември 1918 година Перчец и Бранимир Йелич организират протест по време на тържествата по повод 10-годишнината на Съединението. Две черни знамена и едно хърватско знаме са окачени на кулата на Загребската катедрала по време на събирането на висши офицери и държавни служители. И двете черни знамена падат върху събралите се гости пред входа на катедралата. Когато полицията арестува двама младежи участници в инцидента и ги води към полицейския участък, се стига до сблъсък с група десни демонстранти и кръвопролития на улица „Петринска“. Организаторите акцията, Йелич и Перчец, след това напускат нелегално страната. След установяването на диктатурата през януари 1929 година, много други центристки и десни хърватски политици емигрират, за да избегнат арест.
На Перчец е възложена задачата да ръководи действията на усташите от Унгария към Югославия. Теренът е подходящ, тъй като голяма част от границата в Подравина не е самата река Драва, така че тази област се превръща в най-важната зона на дейност на усташите срещу Югославия. В средата на 1929 година Перчец вече започва да организира обучението на оперативни кадри за терористични действия в Югославия.
Анте Павелич и Перчец посещават София и на 20 април 1929 година и с представители на Македонския национален комитет подписват Софийската декларация, в която се подчертава, че ще „координиратъ своята легална дейность за извоюване на човѣшки и национални права, политическа свобода и пълна държавна независимость на Хърватско и на Македония“. В резултат на това споразумение Югославия протестира пред България. Поради тази декларация Съдът за защита на държавата в Белград осъжда Павелич и Перчец на смърт за държавна измяна на 17 юли 1929 година. Псевдонимът на Перчец във ВМРО е Коприва.
През лятото на 1931 година Перчец наема имението Янка Пуста (Янковац) в Унгария, близо до границата с Югославия, чрез посредничеството на унгарските власти под фалшивото име Емил Хорват. Там той през декември организира усташки център с разрешението на унгарските власти. Усташите от този тренировъчен лагер действат през границата и развиват силна мрежа в Прекодравието и близо до Джелековац.
През лятото на 1932 година на среща в Шпитал, Австрия, на която присъстват усташите емигранти Анте Павелич, Густав Перчец и Векослав Серваци, след извършена подготовка е взето решение за започване на въстание в Лика. През 1930 година Перчец създава „Грич“, хърватски емигрантски вестник във Виена и е първият му редактор.
Перчец ръководи тренировъчния лагер в Янка Пуста много строго, поради което се сбива с Игор Домитрович, един от първите бойци в лагера, и постепенно много хора напускат лагера. Перчец живее с любовницата си Йелка Погорелец в Будапеща, като от време на време се отбива в лагера, за да провери ситуацията. Ръководството на усташкото движение има съмнения, че Погорелец е шпионка и Анте Павелич праща в лагера Иван Перчевич, за да предупреди Перчец да прекъсне отношенията с нея, което Перчец не прави. Оказва се, че Погорелец наистина работи за югославските тайни служби и избягва в Югославия.
Заради случая с Погорелец Перчец изпада в немилост пред Павелич. Убит е в Италия през февруари 1935 година.